# Avren (ort)
Avren (bulgariska: Аврен) är en ort i Bulgarien.   Den ligger i kommunen Obsjtina Avren och regionen Oblast Varna, i den östra delen av landet, 400 kilometer öster om huvudstaden Sofia. Avren ligger 285 meter över havet och antalet invånare är 883.
Terrängen runt Avren är platt söderut, men norrut är den kuperad. Avren ligger uppe på en höjd. Närmaste större samhälle är Beloslav, 7,9 kilometer norr om Avren.
Omgivningarna runt Avren är en mosaik av jordbruksmark och naturlig växtlighet. Runt Avren är det ganska glesbefolkat, med 22 invånare per kvadratkilometer.